# Gai Licini Nerva (tribú)
Gai Licini Nerva (en llatí Caius Licinius Nerva) va ser un magistrat romà de parentiu no determinat amb altres membres de la gens Licínia.
Podria ser el col·lega de Luci Calpurni Bèstia (121 aC) o més probablement de Luci Calpurni Bèstia el jove (63 aC) com a tribú de la plebs. Ciceró el menciona algunes vegades i el considerava una mala persona, però amb bones qualitats d'orador.